# Кудринський Федір Андрійович
Фе́дір Андрі́йович Кудри́нський (19 лютого 1867, Степань — 1933) — український письменник, етнограф, літературознавець, друкував у журналі «Киевская старина» в 1892—1898 роках етнографічні оповідання, статті, написав розвідку про Г.Сковороду.
Публікації Кудринського в «Киевской старине» стосувалися не лише волинської етнографії («Дядько земляк» (1895), «Утопленица» (1895), «Отец Алипий» (1897), «Хапун» (1898), але й нової історії Волині («Фаддей Чацкий» (1893), «Воссоединение униатов в м. Ратном Волынской губернии в 1838 г.» (1892)